# Fußball-Oberliga Südwest 1990/91
Die Oberliga Südwest 1990/91 war die 13. Spielzeit der drittklassigen Oberliga.

## Saisonverlauf
Der saarländische Traditionsverein Borussia Neunkirchen wurde Meister und qualifizierte sich für die Aufstiegsrunde zur 2. Bundesliga, in der man in der Südgruppe allerdings sieglos scheiterte. An der deutschen Amateurmeisterschafts-Endrunde nahm die Eintracht Trier teil, welche aber in der Gruppe Süd mit drei Niederlagen Letzte wurde. Durch den verpassten Zweitligaaufstieg von Borussia Neunkirchen, der allerdings erst gut einen Monat nach Saisonende am 12. Juni 1991 unverrückbar feststand stieg, neben der FSG Schiffweiler und dem chancenlosen Neuling SC Hauenstein auch Hassia Bingen als dritte Mannschaft ab. Dabei war die Entscheidung um den eventuell in Frage kommenden dritten Abstiegsplatz schon vorher dramatisch. Noch den zwölftplatzierten VfL Hamm trennten nur zwei Punkte von der Hassia, die Eisbachtaler Sportfreunde und Wormatia Worms waren gar punktgleich mit dem späteren Absteiger aus Bingen. Verantwortlich für den Fastabstieg der Wormaten war dabei eine Niederlagenserie in der Rückrunde, bei der die Wormser aus den letzten acht Spielen keinen Punkt mehr holten. Im Gegenzug stiegen zur Folgesaison die Amateure des FC Homburg (Saar), Viktoria Herxheim (Südwest) und der VfB Wissen (Rheinland) als jeweiliger Verbandsligameister auf. Die Saison wurde von drei Mannschaften geprägt, dem Meister aus Neunkirchen und den Verfolgern aus Trier und Salmrohr. Alle drei Mannschaften lieferten sich lange ein Kopf-an-Kopf-Rennen. Letztlich konnten die Saarländer aus Neunkirchen das Rennen für sich entscheiden.

## Abschlusstabelle
| Pl. | Verein                        | Sp. | S  | U  | N  | Tore    | Diff. | Punkte |
| --- | ----------------------------- | --- | -- | -- | -- | ------- | ----- | ------ |
| 1.  | Borussia Neunkirchen          | 34  | 24 | 6  | 4  | 074:330 | +41   | 54:14  |
| 2.  | Eintracht Trier               | 34  | 22 | 8  | 4  | 071:270 | +44   | 52:16  |
| 3.  | FSV Salmrohr                  | 34  | 23 | 5  | 6  | 082:360 | +46   | 51:17  |
| 4.  | Südwest Ludwigshafen          | 34  | 15 | 10 | 9  | 061:520 | +9    | 40:28  |
| 5.  | SV Edenkoben                  | 34  | 15 | 9  | 10 | 050:390 | +11   | 39:29  |
| 6.  | FSV Saarwellingen             | 34  | 15 | 8  | 11 | 050:460 | +4    | 38:30  |
| 7.  | 1. FC Saarbrücken Am.         | 34  | 14 | 7  | 13 | 050:410 | +9    | 35:33  |
| 8.  | 1. FC Kaiserslautern Am.      | 34  | 14 | 7  | 13 | 054:490 | +5    | 35:33  |
| 9.  | FK Pirmasens                  | 34  | 12 | 10 | 12 | 048:400 | +8    | 34:34  |
| 10. | Saar 05 Saarbrücken (N)       | 34  | 12 | 8  | 14 | 045:530 | −8    | 32:36  |
| 11. | SV 1920 Geinsheim             | 34  | 9  | 13 | 12 | 045:590 | −14   | 31:37  |
| 12. | VfL Hamm                      | 34  | 10 | 10 | 14 | 038:500 | −12   | 30:38  |
| 13. | TuS Mayen                     | 34  | 8  | 13 | 13 | 042:510 | −9    | 29:39  |
| 14. | Wormatia Worms                | 34  | 10 | 8  | 16 | 034:350 | −1    | 28:40  |
| 15. | Eisbachtaler Sportfreunde (N) | 34  | 7  | 14 | 13 | 033:500 | −17   | 28:40  |
| 16. | Hassia Bingen                 | 34  | 9  | 10 | 15 | 037:570 | −20   | 28:40  |
| 17. | FSG Schiffweiler              | 34  | 6  | 6  | 22 | 036:770 | −41   | 18:50  |
| 18. | SC Hauenstein (N)             | 34  | 1  | 8  | 25 | 026:810 | −55   | 10:58  |

| (N) | Aufsteiger aus den Verbandsligen 1990/91 |